# Ollastra
Ollastra (en sard, Ollasta) és un municipi italià, dins de la província d'Oristany. L'any 2007 tenia 1.274 habitants. Es troba a la regió de Campidano di Oristano. Limita amb els municipis de Fordongianus, Siapiccia, Simaxis, Villanova Truschedu i Zerfaliu.

## Administració
| Període | Identitat                    | Partit        |
| ------- | ---------------------------- | ------------- |
| 2005-   | Giovannino Angelo Cianciotto | Llista cívica |